# Kanton Haubourdin
Kanton Haubourdin (francouzsky Canton d'Haubourdin) je francouzský kanton v departementu Nord v regionu Nord-Pas-de-Calais. Tvoří ho pět obcí.

## Obce kantonu
- Emmerin
- Haubourdin
- Loos
- Santes
- Wavrin